# 新潟2歳ステークス
新潟2歳ステークス（にいがたにさいステークス、英称：Niigata Nisai Stakes ）とは、日本中央競馬会（JRA）が新潟競馬場の芝1600メートルで施行する中央競馬の重賞競走（GIII）である。

## 概要
1968年に新潟競馬場の3歳（現2歳）馬によるオープン競走・新潟3歳ステークスの名称で創設されたのが始まり。
1984年にグレード制によりGIIIに格付け。1994年より混合競走に指定され、外国産馬の出走が可能になり、翌1995年からは特別指定交流競走となり地方馬にも門戸が開かれた。2002年より現在の芝外回り1600m・左回りコースで施行され、2010年より国際競走に指定され外国調教馬も出走可能になったため、国際基準の格付けを使用している。
2歳世代で最初に行われるマイル以上の距離で施行される重賞競走で、本競走においては例年関西馬の参戦も目立っている。特に距離が1600mになってからは、翌年のクラシック戦線を占う意味合いがより強くなった。
本競走が重賞格付けされた第1回（1981年）優勝馬のビクトリアクラウンが後にエリザベス女王杯を制した。また本競走出走馬から後のGI5勝馬メジロドーベル（1996年5着、但しこの時は中山競馬場開催）も輩出した。
2004年は1着から6着まで入線した馬が後にオープン入りを果たし、重賞を勝利した。1着マイネルレコルト、2着ショウナンパントルはGIを勝利、3着スムースバリトンと4着フェリシアも後に重賞を勝利している。また5着のアイルラヴァゲインはNHKマイルカップで3着に入った後に重賞を勝利している。6着だったインティライミも後に重賞を勝利し東京優駿2着がある。
2013年は優勝馬のハープスターが後に桜花賞を、2着のイスラボニータが後に皐月賞を勝っている。
なお、2011年までは同日に2歳馬限定の重賞競走である小倉2歳ステークス(現・中京2歳ステークス)を施行していたが、2012年より同日での施行を避けるため、本競走を1週早めて施行することとなった。
出走条件はサラ系2歳のJRA所属馬、函館2歳ステークス・ダリア賞（オープン特別）で2着以内の条件を満たした地方競馬所属馬、及び外国調教馬（優先出走）。
負担重量は馬齢重量で55kg。ただし南半球生まれの競走馬は3kgを減量。

## 歴史
- 1968年 - 3歳（現2歳）馬による3歳重量（牡馬51kg・牝馬50kg）のオープン競走として新潟3歳ステークスが新潟競馬場・芝1200mで施行された[5]。
- 1970年
  - 施行距離を芝1400mで施行[4]。
  - 負担重量が馬齢重量（52kg）に変更。
- 1972年 - 施行距離を芝1400mで施行[4]。
- 1973年 - 施行距離を芝1600mで施行[4]。
- 1981年 - 3歳（現2歳）の競走馬による馬齢重量（53kg）の重賞競走として新潟3歳ステークスが創設され、新潟競馬場・芝1200mで施行された。
- 1984年 - グレード制によりGIIIに格付け。
- 1985年 - 柴崎勇が騎手として史上初の連覇。
- 1990年 - ランドヒーロー号に騎乗の中野栄治が、体重調整が出来ず53.5kg（当時の負担重量は53kg）で騎乗。
- 1994年 - 混合競走に指定。
- 1995年 - 特別指定交流競走に指定。
- 1996年 - 福島競馬場の改修工事による振替開催により中山競馬場の芝1200mで施行。
- 1997年 - 施行距離を芝1400mに変更[5]。
- 1999年
  - 江田照男が騎手として史上2人目の連覇。
  - 女性騎手の山本泉がナッツベリーに騎乗（結果は7着）。
- 2000年 - 新潟競馬場の改修工事により中山競馬場の芝外回り1200mで施行。
- 2001年
  - 馬齢表示の国際基準への変更に伴い、出走条件を「3歳」から「2歳」に変更[4]。
  - 名称を新潟2歳ステークスに変更。
  - 負担重量を定量に変更。
  - 負担重量を53kgから54kgに変更。
- 2002年 - 施行距離を現在の芝外回り1600mに変更[5]。
- 2003年 - 負担重量を馬齢重量に変更。
- 2007年
  - 国際セリ名簿基準委員会（ICSC）の勧告により、格付け表記をJpnIIIに変更[4]。
  - 馬インフルエンザの影響により中央競馬所属馬のみで施行。
- 2009年 - 岩田康誠が騎手として史上3人目の連覇。
- 2010年
  - 国際競走に指定され外国調教馬は9頭まで出走可能となる。このため、格付け表記をGIIIに戻す[4]。
  - サマージョッキーズシリーズの対象競走に指定。
- 2012年 - 開催時期を新潟記念と交換。
- 2013年 - 未出走馬・未勝利馬の出走が可能になる。
- 2014年 - サマージョッキーズシリーズの対象競走から除外。
- 2020年 - 新型コロナウイルスの感染拡大防止のため、「無観客競馬」として実施[7]。

### 歴代優勝馬
馬齢表記は2000年以前も現表記としている。
コース種別を記載していない距離は、芝コースを表す。

#### 重賞格付け以前
| 施行日         | 競馬場 | 距離  | 条件     | 優勝馬             | 性齢 | タイム | 優勝騎手 | 管理調教師 | 馬主           |
| -------------- | ------ | ----- | -------- | ------------------ | ---- | ------ | -------- | ---------- | -------------- |
| 1968年11月3日  | 新潟   | 1200m | オープン | スイテンイスズ     | 牡2  | 1:12.1 | 古山良司 | 山岡寿恵次 | 堀平四郎       |
| 1969年8月17日  | 新潟   | 1200m | オープン | ヒダプレジデント   | 牡2  | 1:11.7 | 池上昌弘 | 松山吉三郎 | 下出源七       |
| 1970年11月3日  | 新潟   | 1400m | オープン | キヨハヤ           | 牝2  | 1:24.1 | 樋口弘   | 藤本冨良   | 清峰殖産（株） |
| 1971年8月15日  | 新潟   | 1200m | オープン | トクザクラ         | 牝2  | 1:10.9 | 田村正光 | 梶与四松   | （有）徳間牧場 |
| 1972年10月22日 | 新潟   | 1400m | オープン | ベルロイヤル       | 牡2  | 1:26.6 | 矢野照正 | 阿部正太郎 | 鈴木賢一       |
| 1973年11月17日 | 新潟   | 1600m | オープン | インタージャンボ   | 牡2  | 1:40.5 | 中野栄治 | 荒木静雄   | 松岡正雄       |
| 1974年9月1日   | 新潟   | 1200m | オープン | ゴールドボーイ     | 牡2  | 1:11.2 | 増沢末夫 | 尾形藤吉   | （株）ワイケイ |
| 1975年8月31日  | 新潟   | 1200m | オープン | スピリットスワプス | 牡2  | 1:11.4 | 中野栄治 | 荒木静雄   | ローヤル（株） |
| 1976年9月5日   | 新潟   | 1200m | オープン | トキノカタトラ     | 牝2  | 1:11.9 | 大江原哲 | 古山良司   | 久保田寅之助   |
| 1977年9月4日   | 新潟   | 1200m | オープン | タケデン           | 牡2  | 1:11.3 | 岡部幸雄 | 鴨田次男   | 武市伝一       |
| 1978年9月3日   | 新潟   | 1200m | オープン | ファーストアモン   | 牡2  | 1:10.9 | 吉永正人 | 松山吉三郎 | 菅浦一         |
| 1979年9月2日   | 新潟   | 1200m | オープン | リキウエーブ       | 牝2  | 1:11.0 | 嶋田功   | 山岡寿恵次 | 鬼嶋力也       |
| 1980年8月31日  | 新潟   | 1200m | オープン | キンセイパワー     | 牝2  | 1:12.1 | 嶋田潤   | 清水利章   | 岩澤倫子       |

#### 重賞格付け後
競走名は第20回まで「新潟3歳ステークス」、第21回以降は「新潟2歳ステークス」。
| 回数   | 施行日        | 競馬場 | 距離  | 優勝馬             | 性齢 | タイム | 優勝騎手   | 管理調教師 | 馬主                                 |
| ------ | ------------- | ------ | ----- | ------------------ | ---- | ------ | ---------- | ---------- | ------------------------------------ |
| 第1回  | 1981年8月30日 | 新潟   | 1200m | ビクトリアクラウン | 牝2  | 1:11.3 | 嶋田功     | 稲葉幸夫   | 飯田正                               |
| 第2回  | 1982年9月5日  | 新潟   | 1200m | スティールアサ     | 牝2  | 1:11.5 | 蛯沢誠治   | 清水利章   | 手塚栄一                             |
| 第3回  | 1983年9月4日  | 新潟   | 1200m | マリキータ         | 牝2  | 1:09.8 | 中野渡清一 | 本郷重彦   | 一柳博志                             |
| 第4回  | 1984年9月2日  | 新潟   | 1200m | ダイナシュート     | 牝2  | 1:11.0 | 柴崎勇     | 矢野進     | （有）社台レースホース               |
| 第5回  | 1985年9月1日  | 新潟   | 1200m | ダイナエイコーン   | 牝2  | 1:10.3 | 柴崎勇     | 高橋祥泰   | （有）社台レースホース               |
| 第6回  | 1986年8月31日 | 新潟   | 1200m | クールハート       | 牝2  | 1:10.7 | 田村正光   | 奥平真治   | （有）ハイランド牧場                 |
| 第7回  | 1987年9月6日  | 新潟   | 1200m | グリンモリー       | 牡2  | 1:09.5 | 岡部幸雄   | 佐藤林次郎 | 本田秀一                             |
| 第8回  | 1988年9月4日  | 新潟   | 1200m | マイネルムート     | 牡2  | 1:09.9 | 菅原泰夫   | 栗田博憲   | （株）サラブレッドクラブ・ラフィアン |
| 第9回  | 1989年9月3日  | 新潟   | 1200m | ダイカツリュウセイ | 牡2  | 1:11.3 | 岡部幸雄   | 中村好夫   | 志賀泰吉                             |
| 第10回 | 1990年9月2日  | 新潟   | 1200m | ビッグファイト     | 牡2  | 1:09.8 | 小島太     | 境勝太郎   | 戸澤澄                               |
| 第11回 | 1991年9月1日  | 新潟   | 1200m | ユートジェーン     | 牝2  | 1:10.7 | 小谷内秀夫 | 戸山為夫   | （有）伊藤牧場                       |
| 第12回 | 1992年9月6日  | 新潟   | 1200m | ペガサス           | 牡2  | 1:10.1 | 田中勝春   | 大和田稔   | 阿部善男                             |
| 第13回 | 1993年9月5日  | 新潟   | 1200m | エクセレンスロビン | 牡2  | 1:11.5 | 藤田伸二   | 山内研二   | 吉田勝己                             |
| 第14回 | 1994年9月4日  | 新潟   | 1200m | トウショウフェノマ | 牡2  | 1:10.1 | 田中勝春   | 尾形充弘   | トウショウ産業（株）                 |
| 第15回 | 1995年9月3日  | 新潟   | 1200m | タヤスダビンチ     | 牡2  | 1:09.8 | 牧田和弥   | 中村好夫   | 横瀬俊三                             |
| 第16回 | 1996年9月1日  | 中山   | 1200m | パーソナリティワン | 牡2  | 1:10.3 | 徳吉孝士   | 久恒久夫   | 宗像進                               |
| 第17回 | 1997年8月31日 | 新潟   | 1400m | クリールサイクロン | 牡2  | 1:23.0 | 蛯名正義   | 稲葉隆一   | 横山修二                             |
| 第18回 | 1998年9月6日  | 新潟   | 1400m | ロサード           | 牡2  | 1:22.9 | 江田照男   | 橋口弘次郎 | （有）社台レースホース               |
| 第19回 | 1999年9月5日  | 新潟   | 1400m | ゲイリーファンキー | 牝2  | 1:22.0 | 江田照男   | 河野通文   | （株）東京サラブレッドビューロー     |
| 第20回 | 2000年9月3日  | 中山   | 1200m | ダイワルージュ     | 牝2  | 1:11.1 | 北村宏司   | 上原博之   | 大和商事（株）                       |
| 第21回 | 2001年9月2日  | 新潟   | 1400m | バランスオブゲーム | 牡2  | 1:22.7 | 木幡初広   | 宗像義忠   | 薗部博之                             |
| 第22回 | 2002年9月1日  | 新潟   | 1600m | ワナ               | 牝2  | 1:33.8 | 田中勝春   | 音無秀孝   | 小田切有一                           |
| 第23回 | 2003年9月7日  | 新潟   | 1600m | ダイワバンディット | 牡2  | 1:35.0 | 蛯名正義   | 増沢末夫   | 大和商事（株）                       |
| 第24回 | 2004年9月5日  | 新潟   | 1600m | マイネルレコルト   | 牡2  | 1:34.8 | 後藤浩輝   | 堀井雅広   | （株）サラブレッドクラブ・ラフィアン |
| 第25回 | 2005年9月4日  | 新潟   | 1600m | ショウナンタキオン | 牡2  | 1:35.0 | 田中勝春   | 上原博之   | 国本哲秀                             |
| 第26回 | 2006年9月3日  | 新潟   | 1600m | ゴールドアグリ     | 牡2  | 1:35.2 | 安藤勝己   | 戸田博文   | スター・ホースメンズクラブ           |
| 第27回 | 2007年9月2日  | 新潟   | 1600m | エフティマイア     | 牝2  | 1:34.1 | 蛯名正義   | 矢野進     | 吉野文雄                             |
| 第28回 | 2008年9月7日  | 新潟   | 1600m | セイウンワンダー   | 牡2  | 1:35.4 | 岩田康誠   | 領家政蔵   | 大谷高雄                             |
| 第29回 | 2009年9月6日  | 新潟   | 1600m | シンメイフジ       | 牝2  | 1:34.4 | 岩田康誠   | 安田隆行   | 織田芳一                             |
| 第30回 | 2010年9月5日  | 新潟   | 1600m | マイネイサベル     | 牝2  | 1:34.5 | 松岡正海   | 水野貴広   | （株）サラブレッドクラブ・ラフィアン |
| 第31回 | 2011年9月4日  | 新潟   | 1600m | モンストール       | 牡2  | 1:33.8 | 柴田善臣   | 尾関知人   | 前田幸治                             |
| 第32回 | 2012年8月26日 | 新潟   | 1600m | ザラストロ         | 牡2  | 1:33.5 | 松岡正海   | 武藤善則   | 高橋一惠                             |
| 第33回 | 2013年8月25日 | 新潟   | 1600m | ハープスター       | 牝2  | 1:34.5 | 川田将雅   | 松田博資   | （有）キャロットファーム             |
| 第34回 | 2014年8月31日 | 新潟   | 1600m | ミュゼスルタン     | 牡2  | 1:33.4 | 柴田善臣   | 大江原哲   | 高橋仁                               |
| 第35回 | 2015年8月30日 | 新潟   | 1600m | ロードクエスト     | 牡2  | 1:33.8 | 田辺裕信   | 小島茂之   | （株）ロードホースクラブ             |
| 第36回 | 2016年8月28日 | 新潟   | 1600m | ヴゼットジョリー   | 牝2  | 1:34.3 | 福永祐一   | 中内田充正 | （有）社台レースホース               |
| 第37回 | 2017年8月27日 | 新潟   | 1600m | フロンティア       | 牡2  | 1:34.6 | 岩田康誠   | 中内田充正 | （有）サンデーレーシング             |
| 第38回 | 2018年8月26日 | 新潟   | 1600m | ケイデンスコール   | 牡2  | 1:35.5 | 石橋脩     | 安田隆行   | （有）サンデーレーシング             |
| 第39回 | 2019年8月25日 | 新潟   | 1600m | ウーマンズハート   | 牝2  | 1:35.0 | 藤岡康太   | 西浦勝一   | ゴドルフィン                         |
| 第40回 | 2020年8月30日 | 新潟   | 1600m | ショックアクション | 牡2  | 1:34.6 | 戸崎圭太   | 大久保龍志 | ゴドルフィン                         |
| 第41回 | 2021年8月29日 | 新潟   | 1600m | セリフォス         | 牡2  | 1:33.8 | 川田将雅   | 中内田充正 | （株）G1レーシング                   |
| 第42回 | 2022年8月28日 | 新潟   | 1600m | キタウイング       | 牝2  | 1:35.9 | 戸崎圭太   | 小島茂之   | （有）ミルファーム                   |
| 第43回 | 2023年8月27日 | 新潟   | 1600m | アスコリピチェーノ | 牝2  | 1:33.8 | 北村宏司   | 黒岩陽一   | （有）サンデーレーシング             |
| 第44回 | 2024年8月25日 | 新潟   | 1600m | トータルクラリティ | 牡2  | 1:34.2 | 北村友一   | 池添学     | （有）キャロットファーム             |

#### 各回競走結果の出典
- 『中央競馬全重賞競走成績集 平成18年版』「2歳・3歳編」日本中央競馬会・刊、2006、p55-88「新潟2歳ステークス」より
  - 1981年、1982年、1983年、1984年、1985年、1986年、1987年、1988年、1989年
- JRA年度別全成績
  - （2021年）“第3回 新潟競馬 第6日” (PDF).   日本中央競馬会. p. 6. 2023年9月10日閲覧。（索引番号：22071）
  - （2022年）“第3回 新潟競馬 第6日” (PDF).   日本中央競馬会. p. 6. 2023年9月10日閲覧。（索引番号：22071）
  - （2021年）“第4回 新潟競馬 第6日” (PDF).   日本中央競馬会. p. 6. 2021年9月16日閲覧。（索引番号：22071）
  - （2020年）“第3回 新潟競馬 第6日” (PDF).   日本中央競馬会. p. 6. 2021年9月16日閲覧。（索引番号：22071）
  - （2019年）“第2回 新潟競馬 第10日” (PDF).   日本中央競馬会. p. 6. 2019年8月26日閲覧。（索引番号：21119）
  - （2018年）“第2回 新潟競馬 第10日” (PDF).   日本中央競馬会. p. 6. 2018年8月27日閲覧。（索引番号：21119）
  - （2017年）“第2回 新潟競馬 第10日” (PDF).   日本中央競馬会. p. 6. 2017年8月28日閲覧。（索引番号：21119）
  - （2016年）“第2回 新潟競馬 第10日” (PDF).   日本中央競馬会. p. 6. 2016年8月29日閲覧。（索引番号：21119）
  - （2015年）“第2回 新潟競馬 第10日” (PDF).   日本中央競馬会. p. 6. 2015年9月2日閲覧。（索引番号：21119）
  - （2014年）“第2回 新潟競馬 第10日” (PDF).   日本中央競馬会. p. 6. 2015年8月27日閲覧。（索引番号：22119）
  - （2013年）“第2回 新潟競馬 第10日” (PDF).   日本中央競馬会. p. 6. 2015年8月27日閲覧。（索引番号：21119）
  - （2012年）“第3回 新潟競馬 第6日” (PDF).   日本中央競馬会. p. 6. 2015年8月27日閲覧。（索引番号：23071）
  - （2011年）“第4回 新潟競馬 第8日” (PDF).   日本中央競馬会. p. 6. 2015年8月27日閲覧。（索引番号：24095）
  - （2010年）“第3回 新潟競馬 第8日” (PDF).   日本中央競馬会. p. 11. 2015年8月27日閲覧。（索引番号：22095）
  - （2009年）“第3回 新潟競馬 第8日” (PDF).   日本中央競馬会. p. 11. 2015年8月27日閲覧。（索引番号：23095）
  - （2008年）“第3回 新潟競馬 第8日” (PDF).   日本中央競馬会. p. 11. 2015年8月27日閲覧。（索引番号：22095）
  - （2007年）“第3回 新潟競馬 第8日” (PDF).   日本中央競馬会. p. 11. 2015年8月27日閲覧。（索引番号：22071）
  - （2006年）“第3回 新潟競馬 第8日” (PDF).   日本中央競馬会. p. 11. 2015年8月27日閲覧。（索引番号：22095）
  - （2005年）“第3回 新潟競馬成績集計表” (PDF).   日本中央競馬会. pp. 2515-2516. 2015年8月27日閲覧。（索引番号：22095）
  - （2004年）“第3回 新潟競馬成績集計表” (PDF).   日本中央競馬会. pp. 2520-2521. 2015年8月27日閲覧。（索引番号：22095）
  - （2003年）“第3回 新潟競馬成績集計表” (PDF).   日本中央競馬会. pp. 2504-2506. 2015年8月27日閲覧。（索引番号：22095）
  - （2002年）“第3回 新潟競馬成績集計表” (PDF).   日本中央競馬会. pp. 2355-2356. 2015年8月27日閲覧。（索引番号：21095）
- （2000年）『平成12年度重賞競走成績』日本中央競馬会、2000年、88頁。（索引番号：20095）
- netkeiba.comより（最終閲覧日：2015年8月31日）
  - 新潟3歳ステークス
    - 1989年、1990年
    - 1991年、1992年、1993年、1994年、1995年、1996年、1997年、1998年、1999年

  - 新潟2歳ステークス
    - 2001年、2002年、2003年、2004年、2005年、2006年、2007年、2008年、2009年、2010年、
    - 2011年、2012年、2013年、2014年、2015年、2016年